# Nyctibatrachus acanthodermis
Nyctibatrachus acanthodermis — вид лягушек из семейства Nyctibatrachidae. Относится к роду Nyctibatrachus (эндемик горной цепи Западные Гаты в штате Махараштра, Индия). Вид был открыт в сентябре 2011 года. Он известен только из одной локации, расположенной в округе Палгхат индийского штата Керала.